# Musei Capitolini
Musei Capitolini eller Kapitolmuseerne er en gruppe museer for kunst og arkæologiske genstande i Piazza del Campidoglio som ligger på toppen af Kapitolhøjden, som er den højeste og mest hellige af de syv højder i Rom. Museerne består af tre palazzi, paladshuse som på tre kanter omkranser en central, trapezformet piazza, Kapitolpladsen, en udformning som blev skabt af Michelangelo Buonarroti i 1536 og udført over en periode på mere end 400 år. Museernes historie kan spores til 1471 da pave Pave Sixtus IV donerede en samling af betydningsfulde antikke bronzeskulpturer til folket i Rom og anbragte dem på Kapitolhøjden. Siden da har museernes samlinger vokset til at omfatte et stort antal antikke romerske statuer, inskriptioner, og andre kunstgenstande; en samling af kunst fra middelalderen og renæssancen; og samlinger smykker, mønter, og andre genstande. Museerne er ejet og administreret af Roms kommune.
I centrum af pladsen mellem de tre bygninger står en enestående rytterstatue af kejser Marcus Aurelius. Det er en kopi da originalen står indenfor i Kapitolmuseerne. Mange romerske statuer blev bevisligt ødelagt på ordre af de kristne kirkeautoriteter i middelalderen; denne statue blev bevaret på grund af den fejlagtige tro, at den afbildede kejser Konstantin den Store som med Milano-ediktet i 313 sikrede kristendommens ligestilling med andre religioner i riget, et skridt på vejen mod statsreligion senere i århundredet.
Museet er blandt de ældste i verden, og mange af kunstgenstandene er både unikke og helt centrale værker i verdenskunsten. En af de mest kendte er bronzefiguren af Den capitolinske ulvinde som diede Romulus og Remus.

## Eksterne kilder og henvisninger
- Wikimedia Commons har flere filer relateret til Musei Capitolini
- Musei Capitolinis officielle netsted (engelsk)
- Musei Capitolini netsted for forskning Arkiveret 6. januar 2002 hos  Wayback Machine (engelsk, tysk, italiensk)

41°53′35″N 12°28′57″Ø / 41.89306°N 12.48250°Ø